# Messier 86
Messier 86 (kurz M86), auch als NGC 4406 bezeichnet, ist eine 8,9 mag helle linsenförmige Galaxie mit einer Flächenausdehnung von 8,9′ × 5,8′ im Sternbild Jungfrau.
M86 liegt im Zentrum des Virgo-Galaxienhaufens in der Nachbarschaft der Riesengalaxie M87. Früher wurde ihr Typ in der Hubble-Sequenz mit E3 (elliptisch abgeplattet) angegeben, moderne Autoren geben aber eher den linsenförmigen Typ S0 an. Die Galaxie fällt dynamisch im Galaxienhaufen besonders durch ihre hohe Blauverschiebung auf. Die Galaxie nähert sich unserer Milchstraße mit über 400 km/s, woraus sich eine Pekuliargeschwindigkeit von über 1700 km/s gegenüber dem Schwerpunkt des Galaxienhaufens ergibt, eine der größten Pekuliargeschwindigkeiten im Virgo-Haufen überhaupt.
M86 gehört zur sogenannten Markarjanschen Kette, einer Gruppe von Galaxien in einem Gebiet von etwa 1,5 Grad Durchmesser.

## Entdeckung
Das Objekt wurde zunächst von Johann Köhler am 5. Mai 1779 entdeckt und am 18. März 1781 von dem französischen Astronomen Charles Messier wiederentdeckt.